# Ferrán Ventura
Ferrán Ventura Pedreño (Barcelona, 4 de diciembre de 1995) es un baloncestista español que juega en las filas del Vitória SC de la LPB. Con 1,88 metros de estatura, juega en la posición de escolta. Es hermano del también baloncestista Albert Ventura.

## Trayectoria deportiva
Formado en la cantera del Joventut de Badalona y del CB Cornellá, club con el que debutó en Liga EBA en la temporada 2011/12. Todavía en edad junior, fue máximo anotador del campeonato de España de citada categoría en 2012/13.
Es internacional en las categorías inferiores de la selección española, habiendo participado en el Europeo sub-16 (2011, medalla de bronce) y en el Mundial sub-17 (2012, cuarta plaza).
En 2013/14 firma con el FC Porto, jugando inicialmente en su equipo filial y posteriormente cuatro temporadas en la primera plantilla, con la que disputó la liga portuguesa. Fue campeón de dicha competición en la campaña 2015/16 y de la Copa en 2018/19. Ha disputado un total de 176 encuentros con el club portugués (incluyendo 19 de FIBA Europe Cup), en los que ha promediado 3.7 puntos.
En agosto de 2019 se anuncia su fichaje por el Cáceres Patrimonio de la Humanidad, club de la Liga LEB Oro española, para disputar la temporada 2019/20. Promedió 6 puntos, 1 asistencia y 1.5 rebotes en los 24 partidos que disputó hasta la conclusión prematura de la temporada por la pandemia de coronavirus. Renovó en 2020/21 con el club cacereño, del que fue capitán, registrando medias de 6.5 puntos, 1.2 asistencias y 1.1 rebotes.
En julio de 2021 firmó con el Club Ourense Baloncesto, de LEB Plata, para disputar la temporada 2021/22. Logró el ascenso a LEB Oro, contribuyendo con medias de 5.8 puntos, 0.9 asistencias y 1.2 rebotes.
El 11 de agosto de 2023, firma por el Vitória SC de la LPB.